# Разделение полов у растений

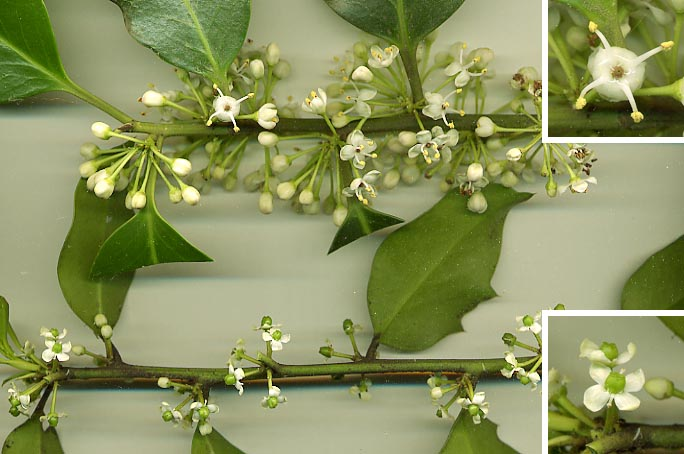
Падуб обыкновенный, или остролист, — двудомное растение.
Сверху — цветоносный побег мужского растения. Вверху справа — мужской цветок (увеличено) с тычинками и пыльцой; рыльце редуцировано, стерильно.
Ниже — цветоносный побег женского растения. Внизу справа — женский цветок (увеличено) с полноценным рыльцем и редуцированными стерильными тычинками без пыльцы

Разделение полов у растений — явление, при котором у растений одного вида имеются как мужские (тычиночные), так и женские (пестичные) цветки. Такая особенность растений является приспособлением, препятствующим самоопылению и способствующим перекрёстному опылению.
Иногда явление разделения полов рассматривают применительно не только к цветковым растениям, но и в более широком смысле — как наличие у нецветковых растений отдельных мужских и отдельных женских генеративных органов.
Различают однодомные, двудомные и многодомные растения — в зависимости от того, на одном или разных растениях одного вида могут находиться мужские, женские и обоеполые цветки (в широком смысле — мужские, женские и обоеполые генеративные органы).

## Опыление
Для процесса оплодотворения, протекающего в цветке, необходимо опыление — перенос пыльцы из пыльников на рыльце цветка. Различают два типа опыления:
- перекрёстное опыление — перенос пыльцы между цветками разных особей;
- самоопыление — перенос пыльцы в пределах данного цветка или данной особи.

С помощью перекрёстного опыления осуществляется обмен генами; оно определяет целостность вида. Самоопыление по сравнению с перекрёстным опылением вторично, оно вызвано условиями среды, неблагоприятными для перекрестного опыления, и играет страхующую функцию, но с точки зрения эволюции является тупиковым путём развития.
Цветки первых покрытосеменных растений, по всей видимости, были обоеполы, что способствовало самоопылению; позднее растения выработали приспособления по его недопущению, одним из них стало разделение полов. Примерно у 75 % видов современных цветковых растений цветки обоеполы (гермафродитны), лишь около 25 % видов современных цветковых растений имеют раздельнополые цветки. Отдельные особи некоторых двудомных растений, например конопли, при определённых стрессовых условиях могут произвести цветки обоих полов, то есть стать однодомными.

## Классификация разделения полов
Однодо́мность
У однодомных растений женские и мужские цветки (при понимании в широком смысле — мужские и женские генеративные органы) находятся на одной особи («в одном доме»). Однодомность чаще встречается у ветроопыляемых растений. Однодомность устраняет автогамию (опыление рыльца пыльцой того же цветка), но не предохраняет от гейтоногамии (опыления рыльца пыльцой других цветков той же особи). К однодомным растениям относятся: арбуз, берёза, бук, грецкий орех, дуб, кукуруза, лещина, огурец, ольха, тыква и другие тыквенные, хлебное дерево.
При понимании однодомности в широком смысле к однодомным растениям также относятся ель, сосна, а также многие мхи и водоросли.
Двудо́мность
У двудомных растений мужские и женские цветки (при понимании в широком смысле — мужские и женские генеративные органы) находятся на разных особях («в двух домах»). Двудомность — основной способ современных растений не допустить самоопыления. Этот способ эффективен, но половина популяции в этом случае не даёт семян. К двудомным растениям относятся: актинидия, ива, конопля, лавр, лимонник, облепиха, омела, осина, спаржа, тополь, фисташка. Из нецветковых растений двудомным является голосеменное растение гинкго — на его мужских деревьях появляются спорангии, в которых развивается пыльца, на женских растениях развиваются семязачатки.
Многодо́мность
У многодомных растений (называемых также многобрачными или полигамными) на одном растении могут находиться как однополые, так и обоеполые цветки (при понимании в широком смысле — как однополые, так и обоеполые генеративные органы).
Различают следующие типы многодомности:
- однополые и обоеполые цветки находятся на одном растении:
  - андромоноэция, или андромонэция, — на одном растении находятся мужские и обоеполые цветки (например, у чемерицы)
  - гиномоноэция, или гиномонэция[~ 1], — на одном растении находятся женские и обоеполые цветки (например, у многих видов семейства Астровые, а также у видов рода Смолёвка семейства Гвоздичные)
  - тримоноэция, или тримонэция, или ценомоноэция, или ценомонэция, — на одном растении находятся и мужские, и женские, и обоеполые цветки (например, у видов конского каштана)
- однополые и обоеполые цветки находятся на разных растениях одного вида:
  - андродиэция — мужские и обоеполые цветки находятся на разных растениях (например, у куропаточьей травы)
  - гинодиэция — женские и обоеполые цветки находятся на разных растениях (например, у видов рода Незабудка, у многих яснотковых)
  - триэция, или трёхдомность, — и обоеполые, и женские, и мужские цветки находятся на разных растениях (у видов ясеня, винограда).

Между типами многодомности имеются переходы.

## Разделение полов и Система Линнея
Количественный и качественный учёт половых признаков растений, включая учёт особенностей разделения полов, лёг в основу так называемой Системы Линнея — половой системы классификации растений, предложенной шведским учёным Карлом Линнеем (1707—1778) и в значительной степени основанной на учении немецкого ботаника Рудольфа Камерариуса (1665—1721). Система Линнея была впервые опубликована в работе «Система природы» (1735), во второй половине XVIII стала почти общепризнанной, использовалась до середины XIX века. Однодомные растения образовали XXI класс этой Системы, двудомные — XXII класс, многодомные — XXIII класс.

## Комментарии
1. ↑  В 3-м издании Большой советской энциклопедии в статье «Многодомность» — явная опечатка: вместо «гиномонэция» (от греч. gynos — женский) написано «ганомонэция».